# Chrupka červená
Chrupka červená (zkratka CHČ, v Německu nazývaná Rotgutedel, ve Švýcarsku Fendant rosé, mezinárodní název Chasselas rosé, výslovnost [šas-sú-lá]) je raná stolní a moštová odrůda révy vinné (Vitis vinifera), mutace odrůdy Chrupka bílá (Chasselas blanc). Byla nalezena ve Francii roku 1863.

## Popis
Réva vinná (Vitis vinifera) odrůda Chrupka červená je jednodomá dřevitá pnoucí liána, dorůstající v kultuře až několika metrů. Kmen tloušťky až několik centimetrů je pokryt světlou borkou, která se loupe v pruzích. Úponky révy umožňují této rostlině pnout se po pevných předmětech, jsou velmi dlouhé a výrazné. Růst je bujný s poléhavými letorosty. Vrcholky letorostů jsou slabě ochmýřené, silně pigmentované, s vínově až měďnatě červenými okraji, mladé listy mají červenohnědý nádech, jsou hladké až slabě ochmýřené. Vrcholky letorostů a mladé lístky jsou v porovnání s odrůdou Chasselas blanc intenzívněji pigmentované. Jednoleté réví je zbarveno červenohnědě, je zřetelně podélně rýhované, tmavě skvrnité, eliptického průřezu.
List je středně velký, vejčitý až pentagonální, pětilaločnatý, středně, spíše však hluboce vykrajovaný. Povrch listu je světle zelený, stejně jako rub listu hladký, hlavní žilnatina listu v okolí řapíku je načervenalá, okraj listu je tupě zoubkovaný. Řapíkový výkroj je buď uzavřený či mírně překrytý s průsvitem nebo úzce otevřený, lyrovitý až lancetovitý s ostrým dnem, zřídka zcela překrytý. Řapík je středně dlouhý, kratší či stejně dlouhý jako střední žíla listu. Podzimní barva listů je citrónově žlutá, listy žloutnou poměrně brzy.
Oboupohlavní, většinou pětičetné květy v hroznovitých květenstvích jsou žlutozelené, samosprašné. Plodem jsou středně velké (15–17 mm, 2,2 g), okrouhlé bobule šedočervené, tmavě růžové až červené barvy, která je u hroznů, plně vystavených slunci až fialová, výrazněji ojíněné, než u odrůdy Chasselas blanc, s velmi tenkou, ale poměrně pevnou slupkou, s měkkou a šťavnatou dužinou neutrální chuti. Stopečky bobulí jsou středně dlouhé, obtížně oddělitelné od bobule. Hrozen je středně velký, (120–170 mm, 152 g), o něco větší, než u odrůdy Chasselas blanc, středně hustý (u odrůdy Chasselas blanc je volnější), válcovitě-kuželovitý, s rozvětveným hlavním vřetenem či s křidélkem u základu. Stopka je středně dlouhá, slabě lignifikovaná.

## Původ a rozšíření
Chrupka červená je stolní a moštová odrůda révy vinné (Vitis vinifera), mutace odrůdy Chrupka bílá (Chasselas blanc), nalezená ve Francii roku 1863. Roku 2008 byla ve Francii pěstována ve dvou klonech na 94 hektarech vinic, na malých plochách je pěstována například ještě ve Švýcarsku a prakticky všude tam, kde je pěstována i Chrupka bílá.
Do Státní odrůdové knihy České republiky byla odrůda zapsána v roce 1941. Je uvedena také v Listině registrovaných odrůd SR. Ve větším rozsahu byly „chrupky“ vysazovány po roce 1900 převážně na Moravě. Kolem roku 1935 již tvořily 2 % ploch českých a 6 % ploch moravských vinic. Dnes se pěstují převážně na zahrádkách a mezi malopěstiteli, plocha vinic se všemi varietami je odhadována na 12 ha, průměrné stáří vinic je 32 let. Od roku 1992 je v ČR registrováno 5 klonů odrůdy, udržovateli odrůdy jsou Ampelos-Šlechtitelská stanice vinařská Znojmo, Šlechtitelská stanice vinařská Polešovice a ŠSV Velké Pavlovice.

## Název
Český název odrůdy, „chrupka“, vychází, podobně jako u variety třešně stejného názvu, ze stejného základu, jako pojem „chruplavost“, kterým bývá často u stolních odrůd označována jedna z vlastností dužiny. Faktem ovšem je, že právě u odrůd révy Chrupka vytváří dojem „chruplavosti“ spíše tenká, ale poměrně pevná dužina.
Mezinárodně užívaný název Chasselas vychází z faktu, že prvním místem pěstování odrůdy měla být ve Francii obec Chasselas, ležící jihozápadně od města Mâcon v Burgundsku. Německý název „Gutedel“ by se dal přeložit jako „dobrá a ušlechtilá“. Švýcarský název „Fendant“ je odvozen ze slova „fendre“, v překladu „pukat, štěpit se“.
Odrůda má velké množství synonym, což svědčí o její variabilitě. Další, lokálně používaná synonyma odrůdy jsou : Шасла розовая, Березка розовая (Rusko), Chrupka Różowa (Polsko), Alsacia Negra (Španělsko), Barbarossa Précoce, Chasselas ….. de Negrepont (Maďarsko), des Bouches du Rhone (Švýcarsko), Fendant Rosé, Gris, Guisler, Piros, Rosa, Rosa Reale, Rose d'Alsace, R. de Falloux, R. de l´Isére, R. de Negrepoint, R. du Po, R. du Pofeudant Rose, R. Fontainbleanu, R. Jalabert, R. Parfume (Švýcarsko), R. Royal (Švýcarsko, Chile, Itálie, Turecko, USA), Rouge (Španělsko), R. Royal, Royal Rose (Rakousko), Roz (Rumunsko), Tokai Rose …., Chrupka Červená, Ch. Růžová, Crvena Plemenika, Fendant Rosé, F. Roux, Frauentraube Rot, Frühe Majortraube, Gutedel Rot, G. Roter, Gyöngyszölö Piros, Junker Rot, Kasmelitanka, Krachmost Roth, Moster Rot, Muscadine Red, Philip Martin (Rakousko), Piros Chasselas, P. Fabian, P. Gyöngyszölö, P. Saszla, Plemenika Crvena, P. Kraljevskaja, Ranka Rdeca Zlahtnina, Red Chasselas, Red Muscadine, Ropogos Piros Chasselas, Rose Chasselas, Rose Sweet Water, Rotedel, Roter Junker, R. Silberling, Rothe Frauentraube, R. Süsstraube, Rother Edelschön, R. Elsasser, R. Gutedel, R. Junker, R. Krachmost, R. Moster, R. Schönedel, R. Silberling, R. Spanier, R. Spanischer Gutedel, R. Süssling, R. Tokayer, Rothmost, Schönedel Rot, Shasla Rozovaya (Rusko), Silberling Roth, Süssling Rot, Süsstraube Rot, Temprano Colorado (Španělsko), Tokai Rose des Jardins, Tokayer Rot, Tramontaner, Veres Szepszölö, Vörös Fabian, Zlahtnina.

## Rodina odrůd Chasselas
Existence všech odrůd, variet a klonů této rodiny je úzce spjata s původní odrůdou, kterou pravděpodobně byla Chasselas blanc, z níž vznikly buď jako mutace, nebo méně často vzájemným křížením. Odrůdy Chasselas blanc a Chasselas rosé jsou zapsány v seznamech klasifikovaných odrůd mnoha zemí pod různými názvy, které mohou být synonymy, varietami, mutacemi, ale často dnes jsou již v katalogu VIVC uvedeny jako samostatné odrůdy. Tak např. v Portugalsku jsou kromě Chasselas blanc zapsány ještě Chasselas Sabor, Chasselas Salsa (ta je dnes považována za identickou s odrůdou Chasselas blanc) a Chasselas roxo.
Nemá smysl jmenovat zde všechny zástupce rodiny Chasselas, kteří jsou samostatně uvedeni v katalogu odrůd VIVC. Jen pro dokreslení problematiky této rodiny lze uvést, že synonymika dvou běžně samostatně uváděných odrůd Chasselas rosé a Chasselas rouge a jejich pojetí různými autory jsou tak dokonale propletené, že i VIVC roku 2011 jednu a tutéž fotografii uvádí jako typovou pro obě odrůdy. Na jejich omluvu lze dodat, že tyto dvě odrůdy mnoho autorů považuje za identické.
Z hojněji pěstovaných variet, dle katalogu VIVC samostatných odrůd, jsou zajímavé například Chasselas Musqué, vykazující výrazné muškátové tóny v aroma dužiny, Chasselas Apyrène (Chasselas sans Pepins) bezsemenná mutace Chasselas blanc nepříliš rozšířená stolní odrůda s malými bobulemi a s nízkou produktivitou. Chasselas Coulard se vyznačuje sklonem ke sprchávání květenství i při relativně příznivém počasí v době květu, ne všechny květy jsou opyleny a často dochází k opadu právě se tvořících nasazení bobulí či k tvorbě velmi malých bobulek bez jadérek (zatímco ostatní typy Chasselas sprchají jen při nepříznivých klimatických podmínkách, tedy při dešti a chladnu). Chasselas violet je extrémní barevná mutace, jejíž letorosty jsou červenofialové a jejíž mladé bobule mají sklon krátce po zaměkání získat fialový tón. V oblasti Romandie se tato odrůda často nazývá Lacryma Christi. Chasselas Cioutat (Chasselas à feuillage persillé, Petersilienblätter, u nás Chrupka petrželolistá) má extrémně výrazně členěné listy, připomínají listy petržele.

## Pěstování
Réví dobře vyzrává (90 %). Zimnímu mrazu odolává podprůměrně (do −17 °C), na zimu se keře často doporučuje zakrýt vrstvou zeminy. Hodí se pro většinu vedení, vhodnější jsou delší tažně, řez se provádí na 5–7 oček, doporučovány jsou podnože SO-4, T 5C a K 5BB. V chráněných polohách a v optimálních podmínkách lze dosáhnout výnosu až 150 hl/ha, hodnoty dosažené v Německu v letech 1975–2001 u různých klonů jsou 13–20 t/ha při cukernatosti moštu 68–73 (80) °Oe a aciditě 5–9 g/l, dle ukrajinských zdrojů 15,2–21,5 %. Pro zkvalitnění moštu vyžaduje redukci výnosů.

### Fenologie
Odrůda raší, kvete i zaměká raně, raší tři dny po Chasselas blanc, zrání začíná uprostřed srpna, dozrává raně, po první dekádě září. Vegetační cyklus trvá 129 dní při sumě aktivních teplot (SAT) 2600 °C.

### Choroby a škůdci
Odrůda je velmi citlivá vůči nekrózám a plísni révové (Plasmopara viticola), ostatním houbovým chorobám odolává pouze průměrně.

### Poloha a půdy
Vyžaduje polohy chráněné před větrem a jarními mrazíky, v době květu je citlivá na chlad a déšť a často trpí sprcháváním květenství, v době rašení a květu trpí i suchem, upřednostňuje hlubší, úrodné půdy s vyšším obsahem živin.

## Víno
Vína jsou velmi pitelná, spíše neutrálního typu, odrůdová jsou spíše vzácnou specialitou. Chrupka červená se zřídka zpracovává k výrobě odrůdových červených vín, spíše je, společně s Chrupkou bílou, často scelována do různých cuvée a obě se také dobře hodí k výrobě moštů. Jako rarita jsou již od roku 1896 ve vinařství „Insel Reichenau, Bodensee“ vyráběna červená vína (kvality QbA, suchá). Vinařství bylo založeno při tehdejším benediktýnském klášteru v Reichenau farářem Meinradem Meierem a je dnes nejmenším bádenským vinařským družstvem.

## Tržní hodnota
Chrupky jsou považovány za klasické stolní odrůdy dobré tržní hodnoty. V Česku jsou pěstovány především k produkci stolních hroznů, i když se lze výjimečně setkat i s jednoduššími stolními víny.